# Боравак у планинама Фучун
Боравак у планинама Фучун (кин: 富春山居圖) је дело сликара Хуанга Гунгванга са краја династије Сунг и почетка династије Јуан, настало између 1347. и 1350. године. Као позадина служи река Фучун у провинцији Џеђанг. Распоред планина и воде је пажљиво избалансиран, а коришћене су различите нијансе и технике туша, од влажних до сувих. Стил је елегантан и префињен, али истовремено величанствен и пун варијација. Ово дело се сматра репрезентативним радом Хуанга Гунгванга и касније је хваљено као „Лантинг павиљон у сликарству“ и „највеће ремек-дело пејзажног сликарства“. Сврстава се међу десет највећих класичних слика Кине. Укупна дужина слике је око 690 cm. Слика није настала одједном; Хуанг Гунгванг је у постскриптуму навео да је на њој радио од 7. до 10. године ере Џиџенг (1347–1350), носећи је са собом и додавајући потезе када би осетио инспирацију, сликајући је изнова током неколико година. Због тога се предњи и задњи део „Боравка у планинама Фучун“ разликују.

## Историја слике
Крајем династије Минг, слика је била у власништву Дунг Ћичанга, који ју је касније продао Ву Џенгџију. Током ране династије Ћинг, у време владавине цара Шунџија, слика је прешла у руке његовог сина Ву Хунгјуа. Пре своје смрти, Ву Хунгју је одлучио да као погребне дарове са собом спали дело „Хиљаду карактера“ калиграфа Џи Јунга и „Боравак у планинама Фучун“. Када су слике бачене у ватру, његов нећак Ву Џенду успео је да извуче „Боравак у планинама Фучун“, али је свитак већ био нагорео и подељен на два дела. Мањи, предњи део, након рестаурације назван је „Преостала планина“ (剩山圖), димензија 51.4 cm × 31.8 cm, што чини око 1/14 оригиналне слике. Дужи, задњи део, назван је „Свитак за мајстора Вујунга“ (無用師卷), димензија 636.9 cm × 33 cm, што представља око 12/14 оригинала.

## „Преостала планина“ и „Свитак за мајстора Вујунга“
Назив „Свитак за мајстора Вујунга“ потиче из записа на слици где се наводи да је насликана за „мајстора Вујунга“ (無用師), таоисту презимена Џенг и Хуанговог ученика. Након смрти колекционара Ан Јиџоуа 1746. године, његова породица је осиромашила, а „Свитак за мајстора Вујунга“ је продат и доспео у царску колекцију династије Ћинг.
Цар Ћанлунг је 1745. године набавио копију под називом „Свитак Циминг“ и погрешно је сматрао оригиналом. На празна места на овом свитку уписао је 55 коментара и отиснуо своје царске печате. „Свитак за мајстора Вујунга“ је, с друге стране, сматран копијом, па на њему нема царевих записа, што је сачувало празан простор на слици.
На „Преосталој планини“ налази се запис Ванг Тингбина из 1669. године који описује како је Ву Хунгју 1650. године спалио слику. Почетком 20. века, овај део је био у приватном власништву пре него што га је набавио колекционар Ву Хуфан из Шангаја.

## Заједничка изложба
Кинески премијер Вен Ђабао је 2010. године изразио наду да ће се два дела „Боравка у планинама Фучун“ поново спојити, алудирајући на односе између две стране Тајванског мореуза. Исте године, Кинеска пошта је издала поштанске марке са мотивом спојене слике, али је Национални музеј палате у Тајпеју изјавио да није дао ауторска права за „Свитак за мајстора Вујунга“.
„Преостала планина“ и „Свитак за мајстора Вујунга“ коначно су заједно изложени 2. јуна 2011. године у Националном музеју палате у Тајпеју. Два оригинала нису физички спојена, већ су изложена у истој витрини дугој 16 метара.

## Копије

### Копија Хуанг Ђина
Копија коју је направио Хуанг Ђин у јесен 1352. године вероватно је најранија позната копија „Боравка у планинама Фучун“. Ова копија се три пута појавила на аукцијама: 2005, 2010. и 2016. године.

### Свитак Циминг
Цар Ћанлунг је 1745. године набавио „Свитак Циминг“ (子明卷) и сматрао га оригиналом. Назив потиче из записа који наводи да је слика направљена за „испосника Циминга“. Тек касније, упоређивањем са другим делима Хуанга Гунгванга, стручњаци Музеја палате потврдили су да је „Свитак за мајстора Вујунга“ оригинал. Ипак, пошто је „Свитак Циминг“ настао пре него што је оригинал изгорео, он представља важан извор за разумевање првобитног изгледа слике.
„Свитак за мајстора Вујунга“ и „Свитак Циминг“ данас се чувају у Националном музеју палате у Тајпеју. „Свитак за мајстора Вујунга“ је класификован као Национално благо Републике Кине, док је „Свитак Циминг“ класификован као Важна старина Републике Кине.

### Копија Шен Џоуа
Сликар из династије Минг, Шен Џоу, некада је поседовао „Боравак у планинама Фучун“. Након што га је дао на уписивање записа, његов син га је присвојио и продао. Шен Џоу је 1487. године насликао копију по сећању. Ова верзија се сматра најранијом познатом копијом и њен почетни распоред одговара „Свитку Циминг“, што даје увид у изглед оригинала пре него што је оштећен у пожару. Данас се чува у Музеју палате у Пекингу.

### Копије Ванг Хуија
Сликар из династије Ћинг, Ванг Хуи, током свог живота осам пута је копирао „Боравак у планинама Фучун“. Данас су сачувана три примерка, који се налазе у Галерији Фрир у САД, Покрајинском музеју Лиаонинга и Музеју палате у Пекингу.

## Филмске адаптације
- Тајна: Боравак у планинама Фучун (Switch) је акциони филм из 2013. године, чија је радња фиктивно заснована на догађајима око изложбе слике у Тајпеју 2011. године.